# Dorfkirche Göttern

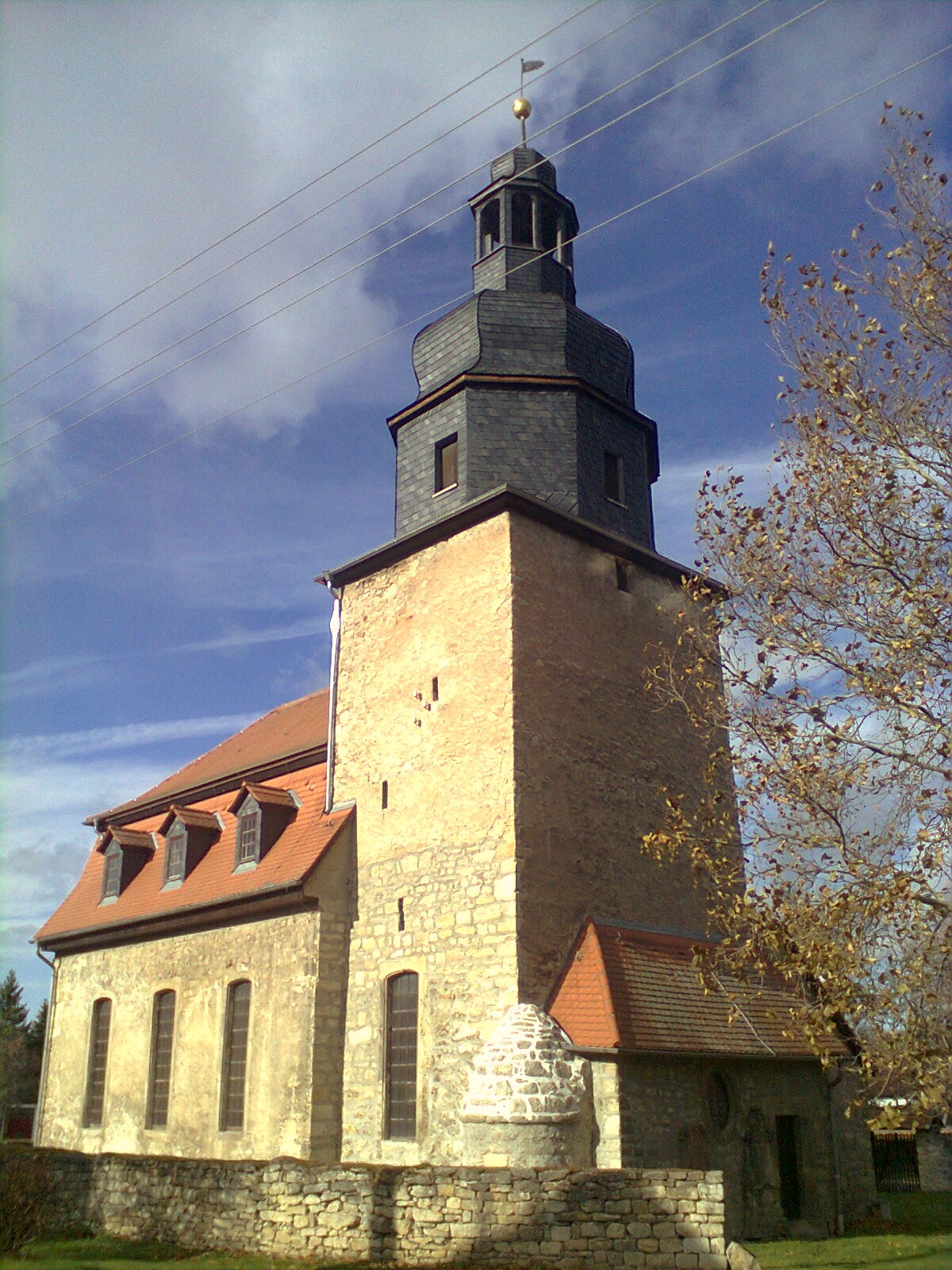
Die Kirche

Die Dorfkirche Göttern steht im Ortsteil Göttern der Stadt Magdala im Landkreis Weimarer Land in Thüringen. Sie gehört zum Kirchspiel Magdala/Bucha im Kirchenkreis Jena der Evangelischen Kirche in Mitteldeutschland.

## Geschichte
Die evangelische Filialkirche ist eine Chorturmkirche aus dem 13. Jahrhundert. Am Turm befinden sich nördlich der Anbau der Sakristei und zugesetzte Spitzbogenfenster. In der Sakristei befinden sich gotische Kreuzrippengewölbe. Umbauten im 15. Jahrhundert und um 1715, als der Kirchturm erhöht und mit einem Barockaufsatz versehen wurde, änderten das Profil des Gotteshauses. 1742 wurde das Kirchenschiff erhöht und Flachbogenfenster wurden eingesetzt sowie das Mansarddach aufgerichtet. Im Kirchenraum ist eine Holztonne und zweigeschossige Emporen sowie ein Kanzelaltar von 1884 eingebaut worden. 1894 folgte eine Renovierung und eine Veränderung der Eingänge im Stil des Historismus. Die Orgel wurde in dieser Zeit von Adam Eifert aus Stadtilm gefertigt.
An der Ostwand des Kirchengebäudes stehen zwei Grabsteine aus dem 18. Jahrhundert.

## Auffallende Besonderheiten
Auffallend ist eine kleine Rundbogennische mit einem steinernen Relief, wohl aus dem 15. Jahrhundert. Ein segnender Christus auf der Weltkugel, flankiert von Maria und Johannes, darunter sind drei weitere kleine Menschen dargestellt.
Südöstlich des Turms steht ein halbgeschossiger kleiner Anbau mit massiven helmartigen Dach. Darin befindet sich ein Brunnen, der älter sein soll als die Kirche, sagt die Legende und verweist auf die heilende Wirkung.
Am Turm selbst befindet sich ein Sakristeianbau, dessen Nutzung noch nicht endgültig geklärt ist.

## Reparaturen in jüngster Zeit
In den Jahren zwischen 1984 und 1988 fanden Reparaturen am Gotteshaus statt, dabei konnten auch Mängel am Turm beseitigt werden.

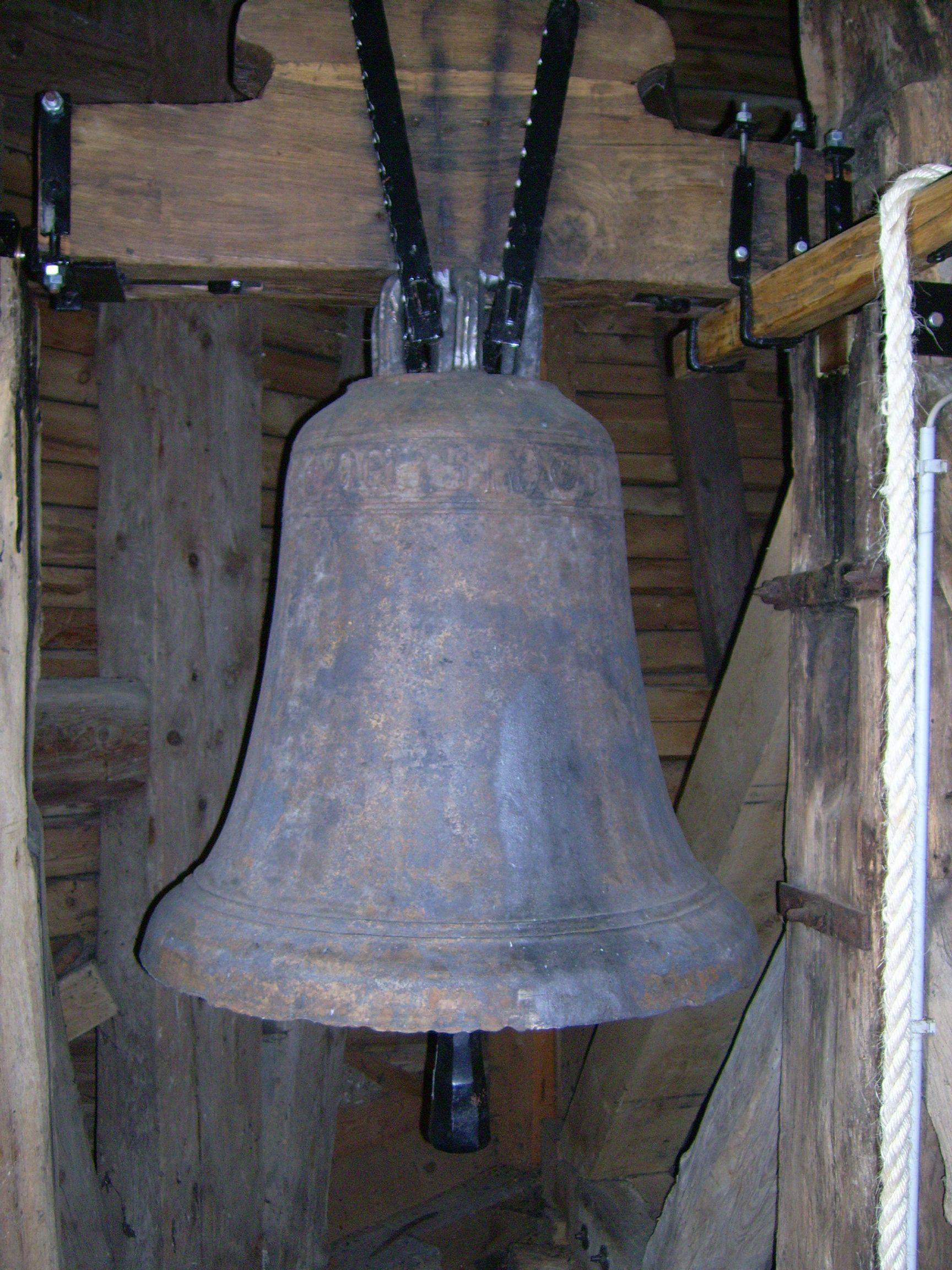
Die Kryptogrammglocke

## Die Glocken
Im Glockenturm läuten eine zwischen 1280 und 1320 gegossene Kryptogrammglocke gemeinsam mit zwei Eisenhartgüssen der Firma Schilling & Lattermann (Apolda & Morgenröthe). Sie kam aus der Wüstung Gauga oder Gaucha. Bei der Zerstörung dieses Weilers versank sie in der Erde [oder unter Trümmern] und ein Schwein wühlte sie wieder aus (gleiches gilt für die Glocken in Daasdorf a.B., Tannroda und Großkromsdorf, und in ganz Thüringen gibt es ca. 54 derartige Schweinesagen). Auf ihrer Schulter steht zwischen durchlaufenden Reifen / P(ER) ME LAV [S1] DATVR [S2] DEVS HO [S3] ST(IS) AE(R)Q(UE) FVGAT(VR) [S4]/. Die Zeichen S1, S2, S3 und S4 stehen für Medaillons mit Darstellungen des Lebens Christi. 2007 wurde im Glockenschweißwerk Lachenmeyer (Nördlingen) ein Riss geschlossen und 2008 wurde sie wieder in den Turm verbracht und neu geweiht.

## Die Orgel

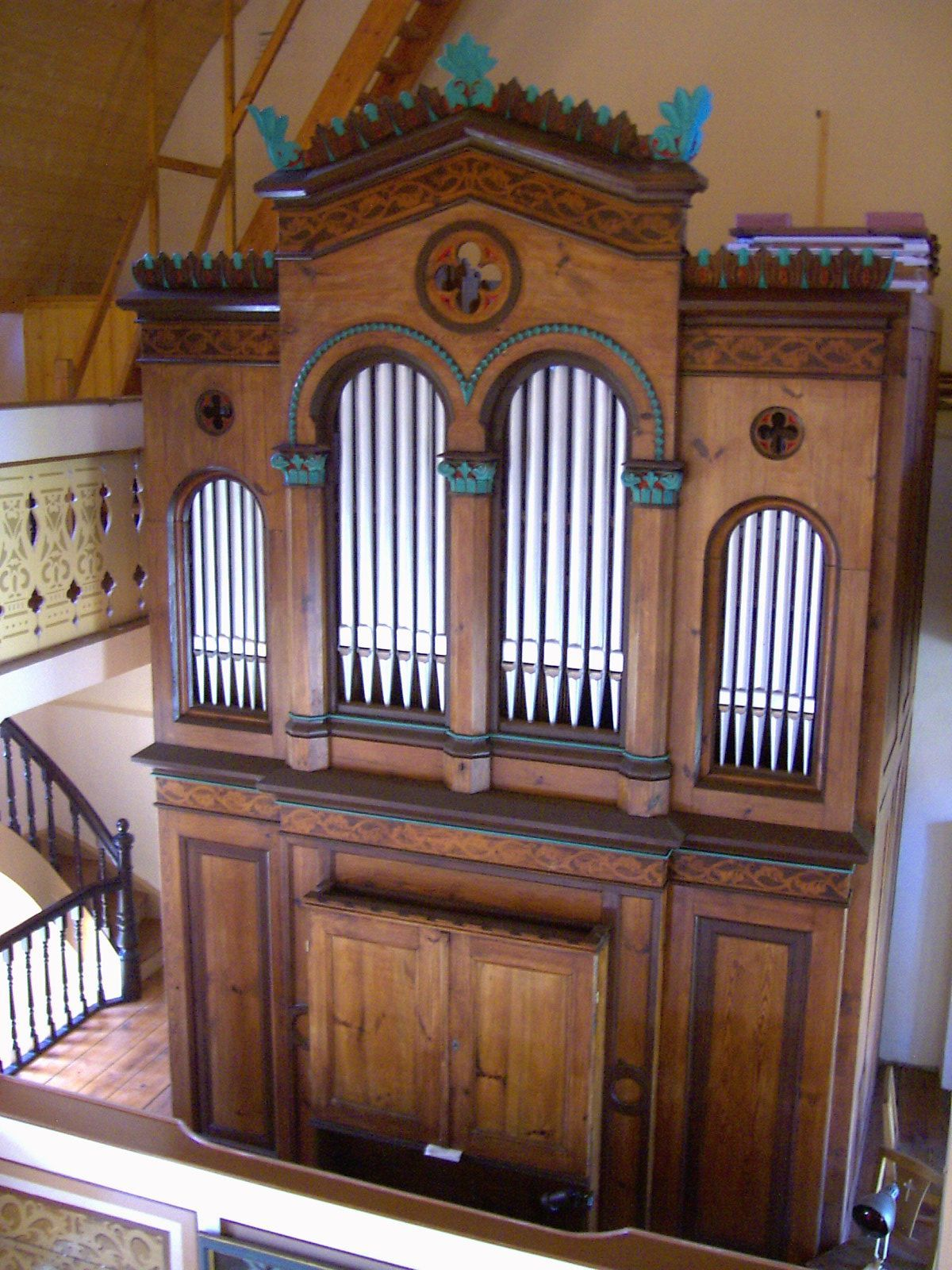
Orgel

Das Instrument wurde 1894 von Adam Eifert (Stadtilm) als sein op. 82 gebaut. 1996 unterzog Antje Dietrich den Orgelprospekt einer Sanierung.

## Förderverein Kirchenbau
1992 bildete die Kirchgemeinde den Förderverein Kirchenbau. Er und die Mitglieder der Kirchgemeinde haben den Helfern und Sponsoren viel zu verdanken.